# 香川県道280号高松香川線
香川県道280号高松香川線（かがわけんどう280ごう たかまつかがわせん）は、香川県高松市を通る一般県道である。バイパスが建設されるまで国道193号の本線であった。

## 概要
高松市塩江町方面から国道193号を北へ走っていると、旧道部分入り口に県道280号の表示がされているが、ここから川東北交差点までは、いまだ国道193号のままである。
栗林町交差点から花ノ宮交差点間は大型車通行止めとなっている。
栗林町交差点北行きでは終日右折禁止となっており、仏生山方面から県道160号には入れない。

### 路線データ
- 本線（Google マップ）
- 起点：香川県高松市栗林町一丁目（栗林公園前交差点、国道11号交点）
- 終点：香川県高松市香川町川東上（香川町川東交差点、国道193号・香川県道13号三木綾川線交点）
- 総延長：10.219 km
- 車線数：2車線
- 最高速度：40 km/h

## 名称・愛称
- 塩江街道（高松市）
- 旧国道193号（高松市）

## 地理

### 通過する自治体
- 高松市

### 交差する道路
| 交差する道路                                              | 交差する場所  | 交差する場所            |
| --------------------------------------------------------- | ------------- | ----------------------- |
| 国道11号 国道32号 重複 国道193号 重複 国道492号 重複      | 栗林町1丁目   | 栗林公園前交差点 / 起点 |
| 香川県道160号高松港栗林公園線                             | 栗林町3丁目   | 栗林町交差点            |
| 香川県道272号高松志度線                                   | 花ノ宮町3丁目 | 花ノ宮町3丁目交差点     |
| 高松市道木太鬼無線                                        | 三条町        | 三条二ツ橋交差点        |
| 国道11号 / 高松東道路                                     | 三条町        | 三条交差点              |
| 香川県道166号岩崎高松線                                   | 太田上町      |                         |
| 香川県道147号太田上町志度線 香川県道171号国分寺太田上町線 | 太田上町      | 太田上町交差点          |
| 香川県道147号太田上町志度線 / バイパス                    | 太田上町      |                         |
| 香川県道12号三木国分寺線                                  | 仏生山町甲    | 仏生山町交差点          |
| 香川県道164号三谷香川線                                   | 仏生山町甲    |                         |
| 香川県道170号岡本香川線                                   | 香川町浅野    | 香川町浅野交差点        |
| 国道193号 香川県道13号三木綾川線                          | 香川町川東上  | 香川町川東交差点 / 終点 |

### 交差する鉄道
- 高松琴平電気鉄道琴平線

### 沿線
- 高松南警察署 栗林交番
- 瀬戸内海放送新社屋
- 香川銀行
  - 三条支店
  - 仏生山支店（・浅野支店）
- 百十四銀行
  - 栗林支店（・同鶴尾出張所）
- マルナカ浅野店
- 香川自動車学校
- マルヨシセンター川東店
- NTT西日本三条ビル（旧高松三条電話局）
- 香川県立聴覚支援学校
- 香川県信用組合仏生山支店
- ハローズ仏生山店